# Amolops lifanensis
Amolops lifanensis é uma espécie de anura da família Ranidae.
É endémica da China.
Os seus habitats naturais são: florestas temperadas e rios.
Está ameaçada por perda de habitat.